# Арбукав
Арбукав (фр. Arboucave) насеље је и општина у југозападној Француској у региону Аквитанија, у департману Ланд која припада префектури Мон де Марсан.
По подацима из 2011. године у општини је живело 202 становника, а густина насељености је износила 20,42 становника/km². Општина се простире на површини од 9,89 km². Налази се на средњој надморској висини од 92 метара (максималној 170 m, а минималној 86 m).

## Демографија
| 1962. | 1968. | 1975. | 1982. | 1990. | 1999. | 2011. |
| ----- | ----- | ----- | ----- | ----- | ----- | ----- |
| 180   | 220   | 205   | 204   | 202   | 194   | 202   |

График промене броја становника у току последњих година